# بلو دل
بلو دل (به بلغاری: Belev dol) روستایی در بلغارستان است که در استان اسمولیان واقع شده‌است. بلو دل ۸۷ نفر جمعیت دارد.